# インターカム
インターカムとは、移動しているスタッフへの一斉指令が必要な業務で使用される構内電話である。「インターコミュニケーション」（相互通信式構内電話）の日本式省略形。また、日本では業界用語として「インカム」という呼称が定着している。
2000年頃から、交互通信のトランシーバーにヘッドセットを付属させた形態の通信手段を「インカム」と呼称している事が多いが、本来的にいうと「ヘッドセット付きトランシーバー」であって本来の「インカム」ではない。

## 特徴
- ヘッドセット（アシダ音響製HRM-8B2やHRM-808が多い）を使用し、業務中にハンズフリーで、複数のユーザーの同時双方向の一斉通信が行える。エコー除去によりハウリングやエコーを防止している。
- 2者通話・呼び出し・着信選択・自動転送・代理応答・緊急割り込み・ページング呼び出し・ページング応答などの機能がある。
- 端末機の形態としては腰のベルトに装着するベルトパック型、卓上で使用するデスクトップ型、操作卓やラックに組込んで使用するラックマウント型がある。

### 放送局や劇場、イベント会場で使われる理由
1. 即時性の高い通信が得られる。
プログラム（番組や演目）を円滑に進行するには素早い意思の伝達が必用である。ダイヤルを回したり呼び出す時間を省くことができる。
2. 情報の共有化が図れる。
2ワイヤー、4ワイヤーいずれの方式においても端末から送信した音声を、パーティーライン上あるいは設定されたグループ内の全ユーザーが聞いている。ディレクターや舞台監督の指示を全員が聴いているため、制作の意図を全員に伝えやすい。ベテラン達の通話を聴くことによって新人達のスキルアップが速くなると言った効果もある。
3. ハンズフリー通話が可能。
TVカメラマンやスポット照明担当者などは両手が塞がっている最中でもコミュニケーションが必要となる。インターカムではハンズフリー通話がオプションなしに可能である。
4. マトリックス方式の4ワイヤーインターカム（次節で詳述）では複雑なグループ化や系統化の設定が可能。
通信の優先順位の設定も可能なため、複雑な指揮系統を持った大規模なオペレーションにも対応させることが可能である。

## パケットインターカムシステム
パケットインターカムシステムとは、VoIP・Internet Protocolを利用したものである。無線LAN・IPネットワークにより、複数の構内間で相互通信が可能である。
2010年代より、チェーンストアなどで、本部からの一斉指令などに用いられるようになっている。

## 有線式インターカムの種類と特徴

### 4ワイヤー(4W)インターカム
音声の送りと戻りを分けた通信方式で、後述する2ワイヤー方式に比較して設備費用が高額となるが、クオリティーの高い音声コミュニケーションを得ることが出来る。音声の送り帰りともツイスト・ペア線によるバランス伝送でインピーダンスは600Ω、音声信号の標準レベルは0dbmのタイプが多い。バランス伝送なので送りに2本、戻りに2本の合計4本の導体が必用となる。この事が「4ワイヤー」の語源となっている。
音声信号をあえてデジタル化していないのは、信号を切り込むのも取り出すのもアナログ信号なので簡単にできるからで、応用を重視している。アナログ方式はディレイが少ないのも利点の一つである。
4ワイヤー・インターカムは電話と同じように相互通信が可能である。ただしマイクをオンにし続けると周辺のノイズも送り続けることになるので、プッシュ・トーク方式で話す場合が多い。ただし送信スイッチをロックすることが出来るので両手を離して（ハンズフリーで）通話することも可能である。
4ワイヤー・インターカムには、各子機からの信号を多数の子機や目的の子機に接続するための交換機機能を持ったマトリックス装置が必要である。音声マトリックス装置を全てアナログ回路で構成すると高価となるので、この部分のみデジタル化した4ワイヤー・インターカムが多い。予算のかかる音声信号の選択や分配はデジタル化して経済性を追求し、互換性や臨機応変な対応が必用な部分はあえてアナログに留めているわけである。

### 2ワイヤー(2W)インターカム
音声の送りと戻りを共通の2本の導体を利用して、電話の様に同時送受信を可能とした音声通信システムである。電話のパーティーラインの様に多人数で同時通話できるので、パーティーラインと呼ぶ場合もある。接続は多数の子機を並列に接続していくが、最終的には1台もしくは複数台の電源供給装置に接続されていなければならない。
自分の声の送りと他のユーザーからの音声は同じラインなので、自分の声（サイドトーン）が大変強くヘッドセットから聞こえてしまう。このため一般的に2ワイヤー・インターカムでは、マイクで拾った自分の声と、通信ラインに送り出して受信音声としてラインから拾い上げた自分の音声を互いに逆相にしてミックスし、自分の声が小さくなる様に細工している。逆相成分が同相成分と同じ場合がもっとも自分の音声が小さくなるので、サイドトーン調整用のボリュームで調整する。ただし、サイドトーンを全くなくしてしまうとインターカムが実際に働いているかの確認が困難となるので、サイドトーンは少し残しておくのが一般的な調整方法である。多数の子機を接続していくとラインの受信レベルが下がり、逆相ミックスのバランスが変化してサイドトーンが増大するので、セッティングごとにサイドトーンを調整するのが好ましい。

## 無線インターカムシステム
ナローバンド無線を利用したものである。
実数零点単側波帯変調のものが放送局や劇場などでリアルタイム性を重視した用途に使用されている。
デジタル変調のものは一般業務用に使用されている。特定小電力無線局のものがほとんどである。